# 1646 w sztukach plastycznych

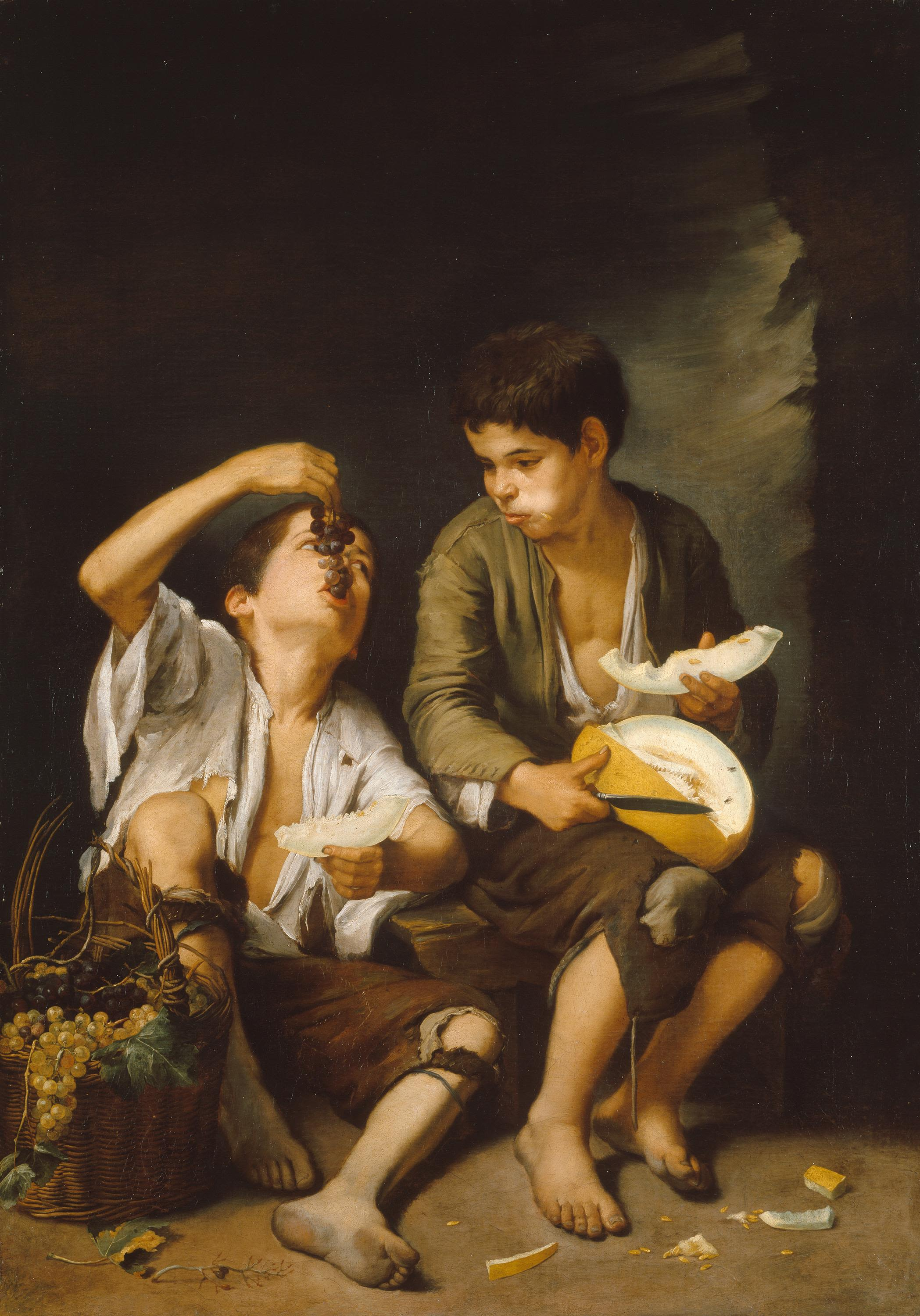
Murillo Autoportret

Wydarzenia w sztukach plastycznych i wizualnych w 1646 roku.

## Malarstwo
- Bartolomé Esteban Murillo

Dzieci z melonem i winogronami (ok. 1645-1646) – olej na płótnie, 145,9×103,6 cm
Kuchnia anielska – olej na płótnie, 180×450 cm
Brat Juniper i żebrak (1645-1646) – olej na płótnie, 176×221,5 cm